# It’s Not How Far You Fall, It’s the Way You Land
It’s Not How Far You Fall, It’s the Way You Land — второй студийный альбом британской электроник-рок-группы Soulsavers; первый с участием американского рок-музыканта Марка Ланегана.

## Об альбоме
Soulsavers в составе музыкальных продюсеров Рича Мачина и Яна Гловера дебютировали в 2003 году, выпустив альбом Tough Guys Don’t Dance. На протяжении следующих пяти лет дуэт по большей части занимался созданием ремиксов — для таких групп как Starsailor и Doves. В 2007 году Soulsavers привлекли к созданию совместного альбома Марка Ланегана.
Музыкант выступил соавтором ряда песен, записал основной вокал для пяти композиций и разделил микрофон с приглашёнными исполнителями ещё в трёх. На пластинку вошло шесть оригинальных песен, кавер-версии «Spiritual» группы Spain, «Through My Sails» Нила Янга и «No Expectations» The Rolling Stones, а также переработанная версия «Kingdoms of Rain» с альбома Марка Ланегана Whiskey for the Holy Ghost.

## Рецензии
Сотрудничество Soulsavers и Ланегана, несомненно, принесло выгоду обеим сторонам; последней — в особенности: именно Мачин и Гловер выявили нежность и потрёпанную грацию в вокале своего гостя. Как итог, британцы при помощи баритона Марка «две-пачки-в-день» преподнесли слушателям поразительно атмосферный альбом с жанровой палитрой от электро-нуара («Arizona Bay») до госпела («Revival»).
Тихое отчаяние в исполнении «Spiritual» и рваная угроза «Ghosts of You and Me» относятся к числу лучших записей «отчасти Джонни Кэша и отчасти Тома Уэйтса» на сегодняшний день; эти песни настолько сильны, что их невозможно представить себе такими же впечатляющими с каким-то другим вокалистом. Искусная и вдумчивая обработка песен Spain, The Rolling Stones и Нила Янга дополняет It’s Not How Far You Fall, It’s the Way You Land тремя трогательно красивыми кавер-версиями. Заключительный трек — переосмысление «No Expectations» — ошеломляет словно величественное благословение Леонарда Коэна, и после окончания пластинки ещё долго звенит в ушах.
(По материалам Allmusic, The Guardian, The A.V. Club, Uncut, BBC и Spin.)

## Список композиций
| #  | Название песни                    | Автор(ы)                                   | Вокал                       | Продолжительность |
| -- | --------------------------------- | ------------------------------------------ | --------------------------- | ----------------- |
| 1  | Revival                           | Марк Ланеган, Рич Мачин и Ян Гловер        | Ланеган                     | 4:11              |
| 2  | Ghosts of You and Me              | Ланеган, Мачин и Гловер                    | Ланеган и Престон Райт Лонг | 4:19              |
| 3  | Paper Money                       | Ланеган, Мачин и Гловер                    | Ланеган                     | 3:19              |
| 4  | Ask the Dust                      | Мачин и Гловер                             | инструментальная            | 4:17              |
| 5  | Spiritual                         | Джош Хэйден                                | Ланеган                     | 5:34              |
| 6  | Kingdoms of Rain                  | Ланеган, Мачин и Гловер                    | Ланеган и Джими Гудвин      | 3:52              |
| 7  | Through My Sails                  | Нил Янг                                    | Ланеган и Бонни Билли       | 3:27              |
| 8  | Arizona Bay                       | Мачин и Гловер                             | инструментальная            | 4:59              |
| 9  | Jesus of Nothing                  | Ланеган, Мачин и Гловер                    | Ланеган                     | 4:13              |
| 10 | No Expectations / End Title Theme | Мик Джаггер и Кит Ричардс / Мачин и Гловер | Ланеган                     | 8:26              |